# TSG Balingen Fußball
Die TSG Balingen Fußball ist einer der höchstklassigen Fußballvereine in der Region Neckar-Alb und im gesamten Regierungsbezirk Tübingen. Der Verein entstand 2020 durch Ausgliederung der Fußballabteilung der TSG Balingen. Die erste Mannschaft der TSG spielt in der Saison 2025/26 in der Regionalliga Südwest.

## Geschichte

### Ära der Vereinsgründung (ab 1907)
Im Gasthaus Adler wurde 1907 durch die Gründerväter Hofmann, Rentschler, Sonnenkalb und Hugo Schäfer eine Spielergemeinschaft gegründet. Einen festen Spielplatz gab damals nicht, die Mannschaft bestand nur aus sechs Personen. 1909 spielte man gegen Ebingen, Tailfingen und Hechingen – damit begann der Wettspielbetrieb. Etliche auswärtige Akteure waren nun in der Mannschaft.

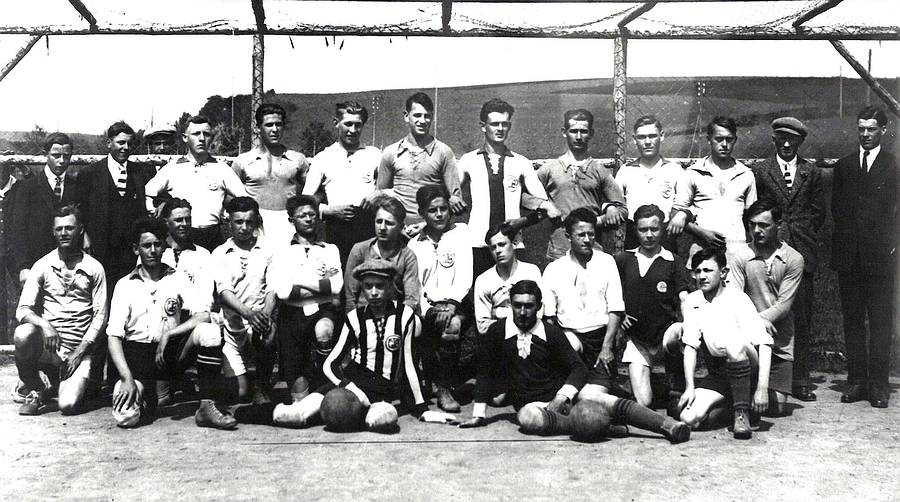
Die „Schwarze Elf“ (1922)

Während des Ersten Weltkrieges kam der Spielbetrieb zum Erliegen. Im Jahr 1919 fand erneut im Gasthaus „Adler“ eine erste offizielle Versammlung statt. Als treibende Kraft wird Gründervater Hugo Schäfer gezählt. Zu den weiteren bedeutenden Personen der Vereinsgeschichte nach dem Ersten Weltkrieg zählen August Erhardt, Eugen Christ und Albert Haug. Neben dem Ehrenamt waren diese auch in der Mannschaft tätig.
Nachdem auf dem Heuberg und Stettberg gespielt wurde, fand man auf dem Gelände der heutigen Firma Josef Mehrer eine erste Spielstätte. Dort wurden Tore aufgebaut, das 6er-System wurde ins heute übliche 11er-System geändert. Im Volksmund bekam die Staffel den Namen „Schwarze Elf“.

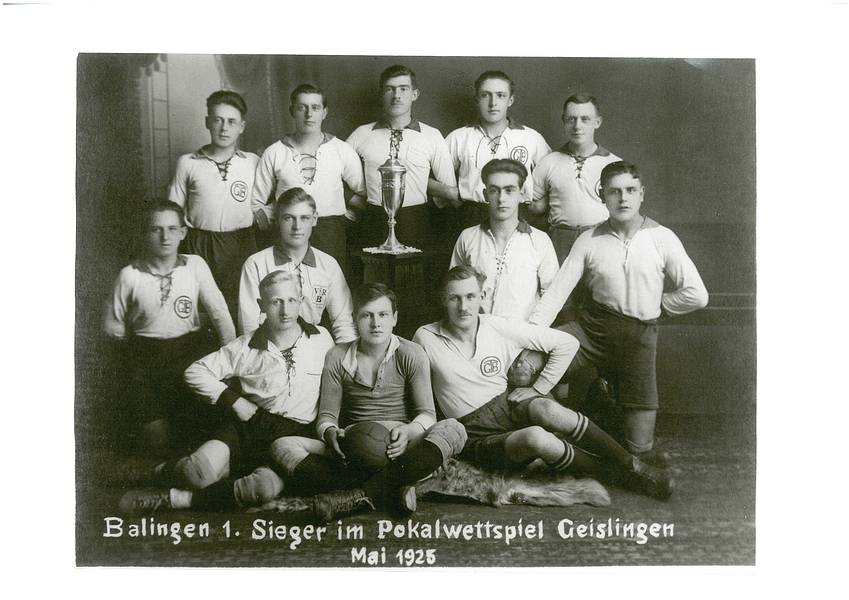
Mannschaft in Trikots der TG Balingen (1925)

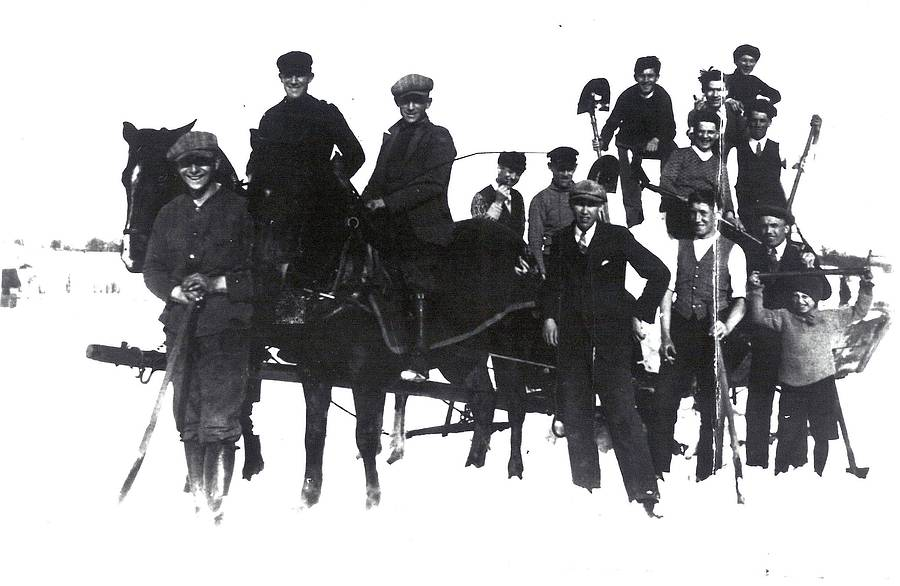
Fotografie der Mannschaft im Winter (1931)

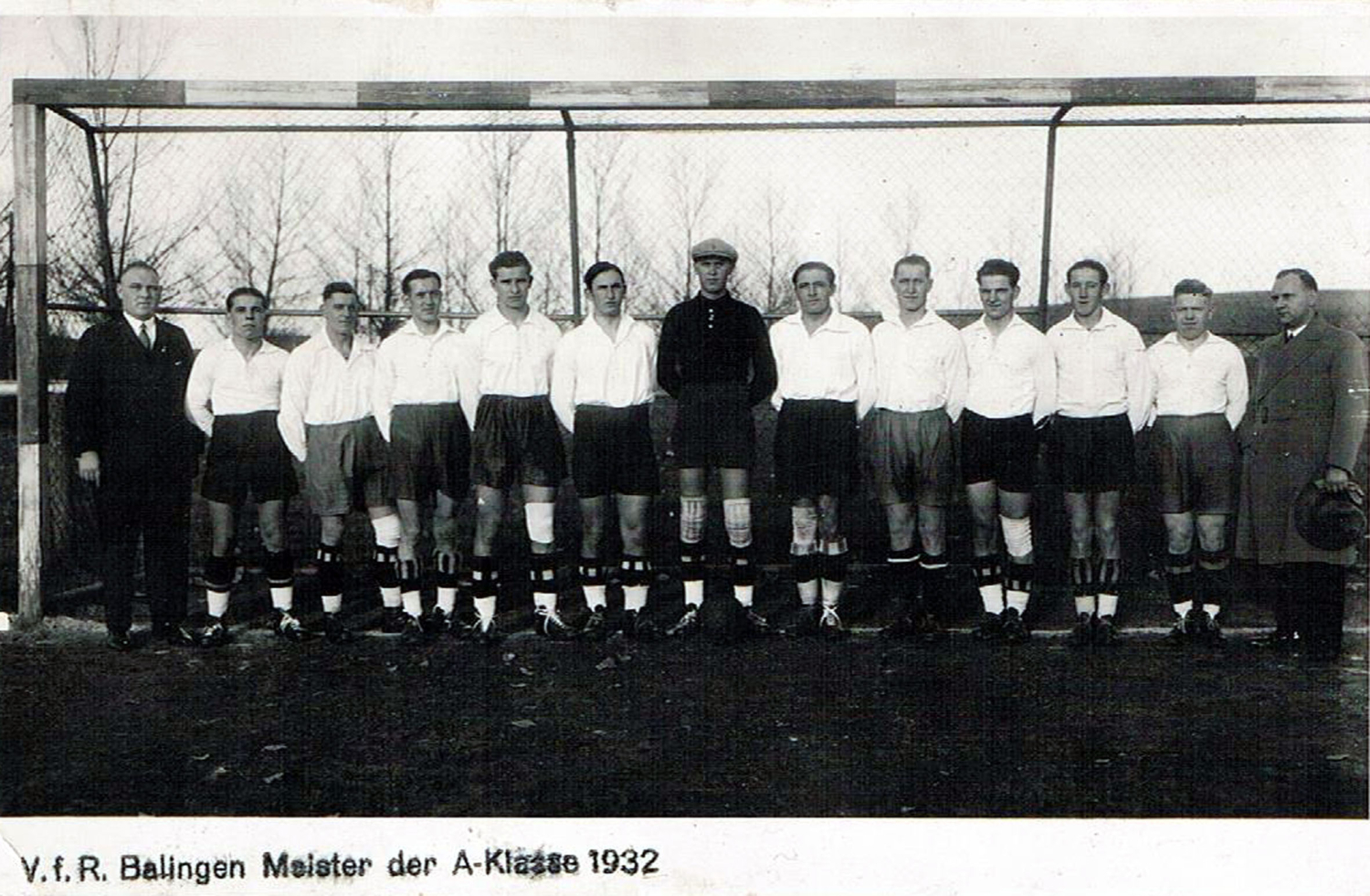
Mannschaftsbild des VfR 07 Balingen (1932)

Ab 1920 war die Fußballmannschaft keine Spielergemeinschaft mehr, sondern als Fußballabteilung in der TG Balingen (Vorläufer der TSG Balingen) organisiert. Im Jahr 1923 kam es jedoch zu großem Streit zwischen Deutscher Turnerschaft und dem Sportverband, wodurch die Fußballer sich aus der TG Balingen lösten und einen eigenen Verein gründeten; den VfR 07 Balingen. Der VfR erringt die Bezirksmeisterschaft im „Roßberggau“. In der Gaumeisterschaft gab es eine 2:3-Niederlage gegen Wendlingen. Ein Spieler des „Wendlingen-Spiels“ war Ernst Junginger, der später noch eine wichtige Funktion in der Fusionsfrage zwischen dem VfR und dem TG Balingen übernehmen wird.
Die Eigenständigkeit als VfR 07 Balingen währt nicht lange. Schon 1933 schlossen sich der VfR und der TG Balingen wieder zusammen. Dies ist auf jahrelanger innerer Festigung, sehr guter Jugendarbeit, einer starken 1. Mannschaft und politischen Verhältnissen zurückzuführen. Treibende Kraft dieser Fusion war Ernst Junginger.

### Ära nach dem Zweiten Weltkrieg (ab 1945)
Aufgrund des Zweiten Weltkrieges kam der Spielbetrieb zum Stillstand. Im Jahr 1945 nahm man den Spielbetrieb wieder auf – als Fußballabteilung der TG Balingen. Die Funktionäre Junginger, Flatt und Wurm sorgten für ein langsames Ingangkommen des Spielbetriebes. Im August 1945 fanden die ersten Freundschaftsspiele statt, Ende des Jahres waren es schon die ersten Verbandsspiele, die das Balinger Fußballleben in die Gänge setzen.
Im Jahr 1948 bekam die Fußballabteilung der TG Balingen einen neuen Trainer, Erich Koch, der schon den VfB Stuttgart trainierte. Die Fußballabteilung ist ungeschlagen, gewinnt die Meisterschaft der A-Klasse und steigt in die Landesliga Nord auf. Diese wurde später in II. Amateurliga Nord bzw. II. Amateurliga Gruppe IV geändert. Zwischen 1948 und 1950 firmierte der Verein als SV Balingen. Der SV Balingen stieg 1948 in die Landesliga Südwürttemberg auf. Dies war damals die höchste Amateurspielklasse direkt unter der Oberliga Südwest. In der Spielzeit 1948/49 belegte der SV Platz 9 der Gruppe Nord, in der Saison 1949/50 erreichte er Platz 10.
Im Rahmen der Strukturreform wurde der Verein 1950 in die 2. Amateurliga Württemberg eingereiht und trägt seit der Spielzeit 1950/51 den Namen TSG Balingen. Im Jahr 1955 fand die 700-Jahr-Feier der Stadt Balingen statt. Im Rahmen der Stadtfeier spielte eine Städtemannschaft Balingen/Tailfingen gegen den damaligen DFB-Pokalsieger Karlsruher SC ein Freundschaftsspiel. Die Resonanz für das Spiel war hoch, die Niederlage mit 0:8 ebenfalls. Im Jahr 1957 feierte man Jubiläum. 50 Jahre war die Geburtsstunde im „Adler“ nun her, was mit Freundschaftsspielen, einem Festabend sowie einem Bunten Abend gefeiert wurde. 1958 spielte man gegen die Young Boys Bern, den damaligen Schweizer Meister. Man verlor knapp mit 3:4.
1963 folgte der Abstieg der TSG Balingen aus der II. Amateurliga, zu der man 13 Jahre lang gehörte. In Erinnerung geblieben sind die Lokalderbys gegen den FC Hechingen oder gegen den FC Tailfingen. Unter Vorstand Franz Maurer und Trainer Lehmann stieg man 1964 wieder in die II. Amateurliga auf. Als Entscheidungsspiel für den Aufstieg wird das letzte Saisonspiel gegen den FC Grosselfingen gewertet.
Im Jahr 1975 fand ein Freundschaftsspiel gegen den Olympique Marseille statt, das man 2:5 verlor. 1977 stieg man nach erneuter 13-jähriger Ligazugehörigkeit der II. Amateurliga ab. Zum 70-jährigen Jubiläum spielte die TSG Balingen gegen die Grashoppers Zürich, mit Günter Netzer in der Zürich-Elf. Im Jahr 1981 trug die TSG Balingen ein Benefizspiel zwischen dem VfB Stuttgart und einer Bundeswehrauswahl aus. 1982 feierte man das 75-jährige Jubiläum. Die TSG Balingen spielte gegen eine Prominentenauswahl (u. a. Horst Eckel, Georg Schwarzenbeck, Helmut Haller, Wolfgang Weber, Buffy Ettmayer, Jürgen Grabowski).
Viele Jahre lang wollte die TSG Balingen einen Aufstieg in die Landesliga erreichen. Dies gelang jedoch nicht, sie stieg 1990 sogar in die Kreisliga A ab. 1993 gelang der Wiederaufstieg in die Bezirksliga. 1994 erfüllt sich der jahrelange Versuch des Aufstieges in die Landesliga (ehemalige II. Amateurliga) mit Trainer „Kalle“ Weißenbach. Den Bezirkspokal gewann die TSG Balingen zudem auch.

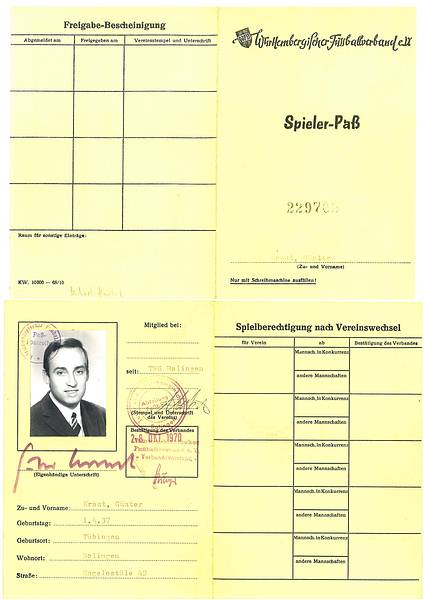
Spielerpass des Ehrenvorsitzenden Günter Kraut (1970)

#### Aufstieg in die Verbandsliga und Tod von Günter Kraut
1995 erreichte die TSG den dritten Aufstieg in Folge in die Verbandsliga Württemberg. Gefeiert wird der Aufstieg mit einem Freundschaftsspiel gegen den 1. FC Kaiserslautern. Die TSG muss sich auf Neues einstellen: der neue Vorstand Bernhard Glietsch kommt, der langjährige Ehrenvorsitzende Günter Kraut verstirbt plötzlich. Über den Tod von Günter Kraut wurde überregional berichtet. So berichtete die Frankfurter Allgemeine Zeitung in ihrem Wirtschaftsressort:

„Günter Kraut, geschäftsführender Gesellschafter der Bizerba-Unternehmensgruppe, ist am Wochenende im Alter von 58 Jahren gestorben. Beim Tennisspielen brach der Unternehmer plötzlich zusammen und erlag einem Herzversagen. Günter Kraut hat das Familienunternehmen Bizerba, das in Deutschland Marktführer bei Ladenwaagen ist und Maschinen zur Fleischbearbeitung herstellt, in der vierten Generation geführt.“

Mit großen Anstrengungen kann im zweiten Jahr, 1996, der Abstieg aus der Verbandsliga verhindert werden. Im selben Jahr wird erstmals der Juniorenwettbewerb „uhlsport-Cup“ ausgerichtet, mehr als 100 Mannschaften nehmen teil. Zum 90-jährigen Jubiläum spielt die TSG Balingen gegen den VfB Stuttgart. 1998 wird der Verein von Ex-Profi Frank Elser trainiert, durch den man während der Saison sehr erfolgreich, schlussendlich jedoch nur Achter wurde.
Die zweite Mannschaft steigt erstmals im Jahr 2000 in die Bezirksliga auf. Im Jahr 2001 erreichte die erste Mannschaft ihre Bestplatzierung: der 3. Platz in der Verbandsliga. Im Jahr 2002 stellte die TSG Balingen mit 49 Punkten eine neue Rekordpunktzahl in der Verbandsliga auf. Im Jahr 2005 wurde mit der Vizemeisterschaft innerhalb der Verbandsliga der größte Erfolg aufgestellt. Erstmals konnte damit an Relegationsspielen in die Oberliga teilgenommen werden, denen die TSG Balingen knapp unterlag. Im selben Jahr wurden die C-Junioren der TSG Balingen Meister der höchsten Jugendliga. Im Halbfinale um die württembergische Meisterschaft unterlagen die C-Junioren dem VfB Stuttgart. Im Jahr 2006 wurde die TSG Balingen nochmals Vizemeister der Verbandsliga, konnte die Relegationsspiele jedoch nicht für sich entscheiden.
Im Jahr 2008 wurde die TSG Balingen Meister der Verbandsliga Württemberg und stieg erstmals in die Oberliga Baden-Württemberg auf. In der ersten Saison belegte die TSG Balingen den dritten Platz, was als „eindrucksvoll“ beschrieben wurde. In der zweiten Saison hatten die Spieler der TSG-Mannschaft zahlreiche Verletzungen, man erreichte Platz 10, was wegen der Verletzungen als Erfolg betrachtet wurde. 2015 wird das Halbfinale des WFV-Pokals erreicht. Jan Ferdinand wird im selben Jahr erster Nationalspieler des Vereins – als Teil der DFB-U18. 2017 erreicht die TSG Balingen nochmals das Halbfinale des WFV-Pokals.
Die zweite Mannschaft wurde 2008 Bezirkspokalsieger. 2009 steigt die B-Jugend in die Verbandsstaffel auf, die C-Jugend in die Oberliga (stieg 2010 ab). Im Jahr 2010 steigt die A-Jugend in die Verbandsstaffel auf. 2011 steigt die zweite Mannschaft zum ersten Mal in die Verbandsliga auf. 2012 steigt die U17 und die U19 in die Oberliga auf. 2013 wird die U19 baden-württembergischer Meister und hätte damit in die Bundesliga aufsteigen können. Die TSG Balingen verzichtete jedoch aus sportlichen Gründen auf den Aufstieg. 2015 steigt die zweite Mannschaft in die Verbandsliga auf und gewinnt den „Erdinger Meister-Cup“. 2016 gewinnt die U19 den WFV-Pokal, die zweite Mannschaft steigt von der Verbandsliga ab.
In Balingen war man vom Hochwasser im Jahr 2013 betroffen, so hat das Hochwasser einen Großteil des Inventars des Au-Stadions vernichtet. Es entstand ein Schaden von 65.000 Euro.
2018 wurde die TSG Balingen Meister der Oberliga Baden-Württemberg und steigt in die Regionalliga Südwest auf. In der ersten Saison erreichte die TSG Balingen 41 Punkte. Nur zwei von 17 Heimspielen wurden verloren. Zudem wurde mit durchschnittlich 1600 Zuschauern pro Heimspiel ein neuer Besucherrekord aufgestellt. In der folgenden Saison gab es für die TSG Balingen nur drei Siege. Die Balinger Fußballer waren damit auf einem Abstiegsplatz.
In der Saison 2018/19 belegte die TSG den 11. Platz. In der darauffolgenden Saison 2019/20 übernahm im Januar 2020 Martin Braun das Traineramt. Die Saison wurde aufgrund der COVID-19-Pandemie vorzeitig für beendet erklärt, der Verein belegte Platz 17 in der Abschlusstabelle, auf Absteiger wurde angesichts der besonderen Umstände verzichtet.

### Ära als TSG Balingen Fußball e.V. (ab 2020)

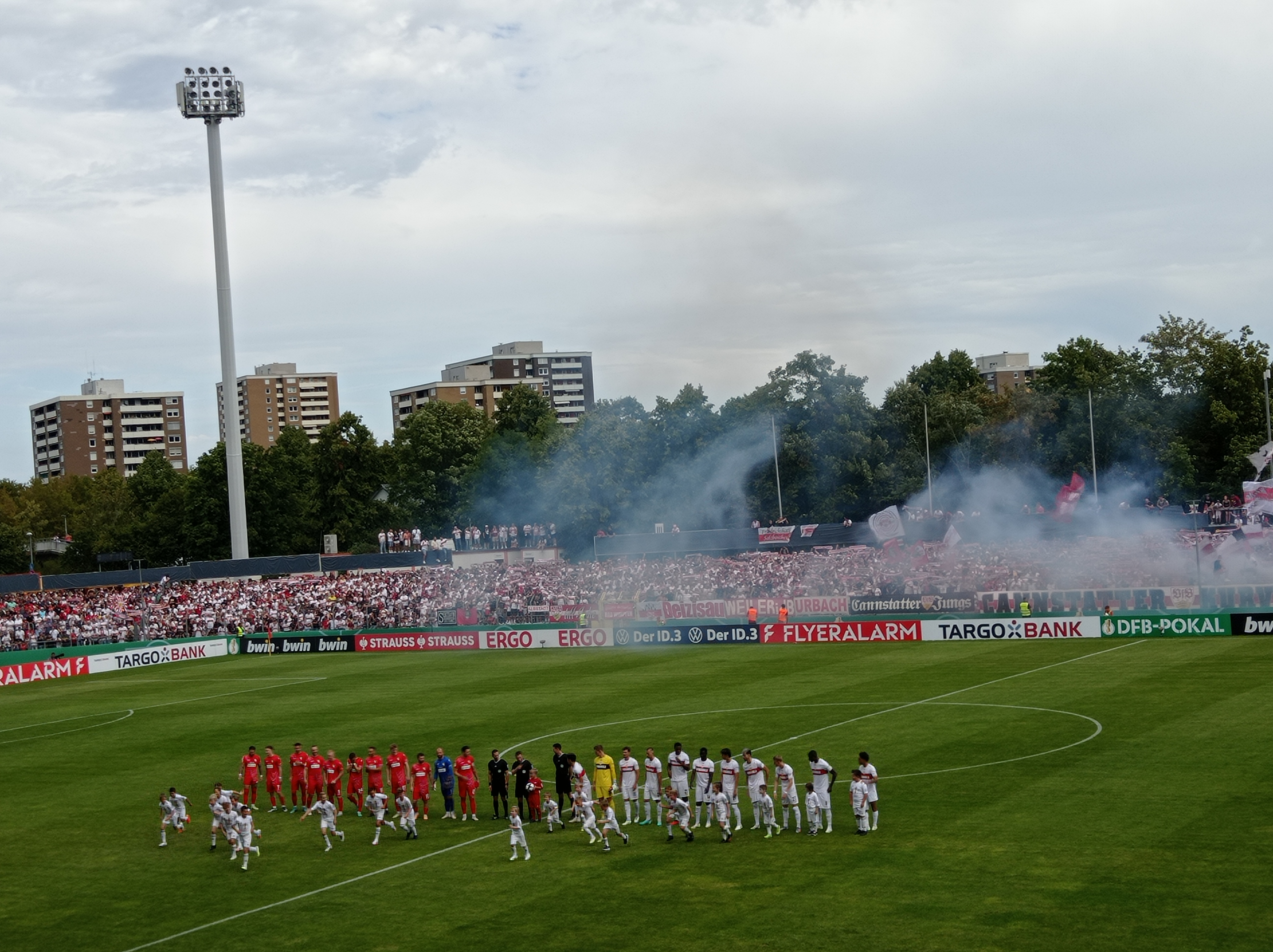
DFB-Pokalspiel gegen den VfB Stuttgart 2023 im Stadion an der Kreuzeiche in Reutlingen

Im September 2020 wurde die Fußballabteilung der TSG Balingen von dem Stammverein abgespalten. Durch die Abspaltung entstand der Fußballverein TSG Balingen Fußball e. V.
Seit 2021 besteht im Jugendbereich eine Kooperation mit dem VfB Stuttgart. Weitere Partnervereine der TSG Balingen Fußball sind der SV Dotternhausen, der SV Heselwangen sowie der FC Stetten/Salmendingen. Mit der Gartenschau Balingen 2023 bestand ebenfalls eine Kooperation.
Die TSG gewann in der Saison 2022/23 erstmals den WFV-Pokal durch einen Finalsieg über Stuttgarter Kickers mit 5:4 nach Elfmeterschießen und qualifizierte sich damit für die erste Runde des DFB-Pokals 2023/24. Das Erstrundenspiel gegen den VfB Stuttgart fand im Stadion an der Kreuzeiche in Reutlingen statt und endete mit einer 0:4-Niederlage. Eine mögliche Titelverteidigung im WFV-Pokal 2023/24 verpasste der Klub Ende Juli 2023 am grünen Tisch, nachdem er beim 11:0-Erstrundensieg bei den Sportfreunden Gechingen einen nicht spielberechtigten Spieler einsetzte und daher das Spiel für den Gegner gewertet wurde.
Die Saison 2022/23 war bislang die erfolgreichste für die TSG Balingen. Im Februar 2023 war der Verein auf dem zweiten Platz der Regionalliga Südwest. Aufgrund dessen reichte der damalige Geschäftsführer Jan Lindenmair Lizenzunterlagen für die 3. Fußball-Liga ein. Am Saisonende belegte der Verein den 6. Platz in der Regionalliga
Nach der Saison 2023/24 stieg die TSG Balingen als 17. und Vorletzter in die Oberliga Baden-Württemberg ab. Im Folgejahr gelang der TSG als Vizemeister der Oberliga und Sieger einer Aufstiegsrunde mit den teilnahmeberechtigten Vereinen der Oberligen Hessen und Rheinland-Pfalz/Saar die sofortige Rückkehr in die Regionalliga.

## Platzierungen
Die Platzierungen ab 1983.
| Bilanz der letzten Jahre |                                   |       |        |             |
| Saison                   | Liga                              | Platz | Tore   | Punkte      |
| 1983/84                  | Bezirksliga Zollern               | 5.    | 51:42  | 28:24       |
| 1984/85                  | Bezirksliga Zollern               | 9.    | 41:52  | 26:30       |
| 1985/86                  | Bezirksliga Zollern               | 3.    | 64:37  | 34:18       |
| 1986/87                  | Bezirksliga Zollern               | 6.    | 44:39  | 33:27       |
| 1987/88                  | Bezirksliga Zollern               | 6.    | 38:38  | 31:25       |
| 1988/89                  | Bezirksliga Zollern               | 3.    | 43:31  | 31:21       |
| 1989/90                  | Bezirksliga Zollern               | 13.   | 45:61  | 19:33       |
| 1990/91                  | Kreisliga A Zollern, Staffel 1    | 03.   | 59:29  | 38:18       |
| 1991/92                  | Kreisliga A Zollern, Staffel 1    | 02.   | 73:21  | 40:12       |
| 1992/93                  | Kreisliga A Zollern, Staffel 1    | 01.   | 84:29  | 45:11       |
| 1993/94                  | Bezirksliga Zollern               | 01.   | 103:18 | 56:8        |
| 1994/95                  | Landesliga Württemberg, Staffel 4 | 01.   | 52:22  | 43:17       |
| 1995/96                  | Verbandsliga Württemberg          | 10.   | 48:43  | 40          |
| 1996/97                  | Verbandsliga Württemberg          | 11.   | 38:41  | 40          |
| 1997/98                  | Verbandsliga Württemberg          | 08.   | 54:49  | 40          |
| 1998/99                  | Verbandsliga Württemberg          | 10.   | 40:44  | 39          |
| 1999/2000                | Verbandsliga Württemberg          | 07.   | 43:44  | 46          |
| 2000/01                  | Verbandsliga Württemberg          | 03.   | 53:35  | 47          |
| 2001/02                  | Verbandsliga Württemberg          | 07.   | 52:46  | 49          |
| 2002/03                  | Verbandsliga Württemberg          | 12.   | 34:50  | 31          |
| 2003/04                  | Verbandsliga Württemberg          | 07.   | 36:28  | 41          |
| 2004/05                  | Verbandsliga Württemberg          | 02.   | 45:26  | 57          |
| 2005/06                  | Verbandsliga Württemberg          | 02.   | 52:34  | 63          |
| 2006/07                  | Verbandsliga Württemberg          | 05.   | 58:50  | 46          |
| 2007/08                  | Verbandsliga Württemberg          | 01.   | 66:24  | 68          |
| 2008/09                  | Oberliga Baden-Württemberg        | 03.   | 66:42  | 64          |
| 2009/10                  | Oberliga Baden-Württemberg        | 10.   | 57:55  | 45          |
| 2010/11                  | Oberliga Baden-Württemberg        | 10.   | 48:50  | 50          |
| 2011/12                  | Oberliga Baden-Württemberg        | 05.   | 58:48  | 55          |
| 2012/13                  | Oberliga Baden-Württemberg        | 10.   | 50:54  | 45          |
| 2013/14                  | Oberliga Baden-Württemberg        | 13.   | 47:55  | 41          |
| 2014/15                  | Oberliga Baden-Württemberg        | 04.   | 58:44  | 58          |
| 2015/16                  | Oberliga Baden-Württemberg        | 08.   | 49:39  | 51          |
| 2016/17                  | Oberliga Baden-Württemberg        | 04.   | 72:43  | 58          |
| 2017/18                  | Oberliga Baden-Württemberg        | 01.   | 79:31  | 78          |
| 2018/19                  | Regionalliga Südwest              | 11.   | 39:49  | 41          |
| 2019/20                  | Regionalliga Südwest              | 17.   | 24:57  | 11 (⌀ 0,48) |
| 2020/21                  | Regionalliga Südwest              | 15.   | 51:60  | 51          |
| 2021/22                  | Regionalliga Südwest              | 08.   | 46:64  | 46          |
| 2022/23                  | Regionalliga Südwest              | 06.   | 51:44  | 56          |
| 2023/24                  | Regionalliga Südwest              | 17.   | 55:84  | 31          |
| 2024/25                  | Oberliga Baden-Württemberg        | 02.   | 78:44  | 76          |

## Trainerchronik
Trainer seit 1947.

## Chronik der Vorstände
Vereinsvorstände seit 1907.
| Amtsanfang                        | Amtsende                     | Name                         |
| Balinger Spielergemeinschaft      | Balinger Spielergemeinschaft | Balinger Spielergemeinschaft |
| --------------------------------- | ---------------------------- | ---------------------------- |
| 1907                              | 1920                         | Hugo Schäfer                 |
| Fußballabteilung der TG Balingen  |                              |                              |
| 1920                              | 1922                         | Hugo Schäfer                 |
| VfR 07 Balingen                   |                              |                              |
| 1923                              | 1923                         | Richard Jetter               |
| 1924                              | 1924                         | Rudolf Groschke              |
| 1925                              | 1925                         | Karl Narr                    |
| 1926                              | 1928                         | Hans Kraut                   |
| 1928                              | 1933                         | Ernst Junginger              |
| Fußballabteilung der TG Balingen  |                              |                              |
| 1933                              | 1939                         | Ernst Junginger              |
| 1945                              | 1945                         | Karl Eppler                  |
| 1946                              | 1948                         | Heinz Delling                |
| SV Balingen                       |                              |                              |
| 1948                              | 1949                         | Heinz Delling                |
| Fußballabteilung der TSG Balingen |                              |                              |
| 1950                              | 1959                         | Karl Eger                    |
| 1960                              | 1960                         | Hans Schorer                 |
| 1961                              | 1965                         | Franz Maurer                 |
| 1966                              | 1972                         | Eugen Gohminger              |
| 1973                              | 1974                         | Albert Buss                  |
| 1975                              | 1975                         | Hansrainer Köppen            |
| 1976                              | 1977                         | Heinz Klausnitzer            |
| 1978                              | 1982                         | Walter Kloth                 |
| 1983                              | 1985                         | Hansrainer Köppen            |
| 1986                              | 1988                         | Albert Buss                  |
| 1988                              | 1989                         | Harry Flohr                  |
| 1989                              | 1995                         | Kurt Schowalter              |
| 1995                              | 1997                         | Bernhard Glietsch            |
| 1997                              | 2000                         | Walter Meinlschmidt          |
| 2000                              | 2003                         | Horst Kemmler                |
| 2003                              | 2005                         | Chaled Ibrahim               |
| 2005                              | 2007                         | Wolfgang Stahl               |
| 2007                              | 2020                         | Uwe Haußmann                 |
| TSG Balingen Fußball              |                              |                              |
| 2020                              | im Amt                       | Eugen Straubinger            |

## Erfolge
- Meister der Oberliga Baden-Württemberg und Aufstieg in die Regionalliga Südwest: 2017/18
- Meister der Verbandsliga Württemberg: 2007/08
- WFV-Pokal-Sieger: 2022/23
  - Finalist: 2019/20, 2020/21, 2024/25

## Bizerba-Arena
Die Bizerba-Arena ist die Heimspielstätte der TSG Balingen Fußball und Austragungsstätte vieler regionaler und überregionaler Veranstaltungen im Leichtathletiksport. Insgesamt hat das Stadion ein Fassungsvermögen von 2500 Plätzen, davon sind 600 überdacht.

### Au-Stadion (1953–2014)
Das Au-Stadion wurde im Jahr 1953 fertiggestellt. Im selben Jahr war das Stadion Austragungsort für die deutschen Leichtathletik-Juniorenmeisterschaften. Die Holztribüne hatte eine Kapazität von 5000 Zuschauerplätzen, 150 davon waren überdacht. Im Jahr 2013 wurde das Stadion aufgrund des Hochwassers der Eyach überschwemmt. Das Hochwasser war jedoch nicht der Anstoß für einen Neubau, denn Pläne für einen Neubau hatte es schon ab 2008 gegeben.

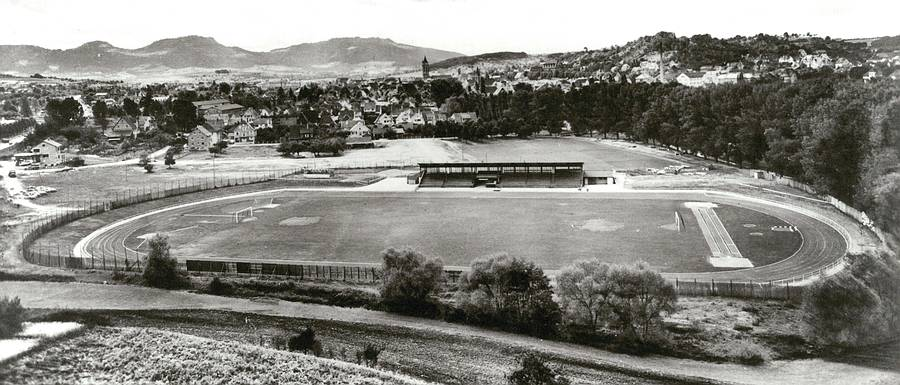
Luftbild des Au-Stadion-Geländes in den 50er-Jahren, von Norden aus fotografiert
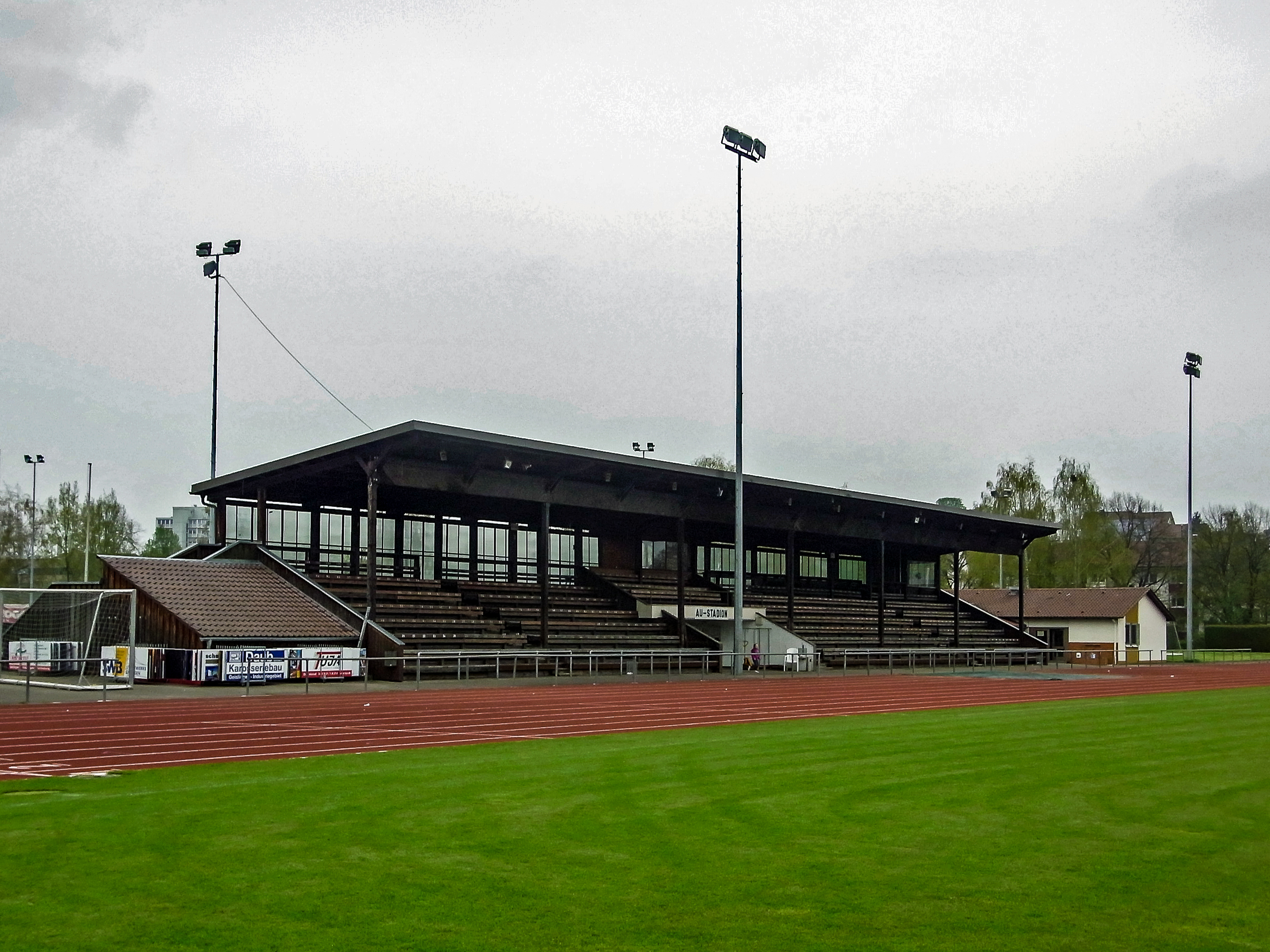
Das Au-Stadion
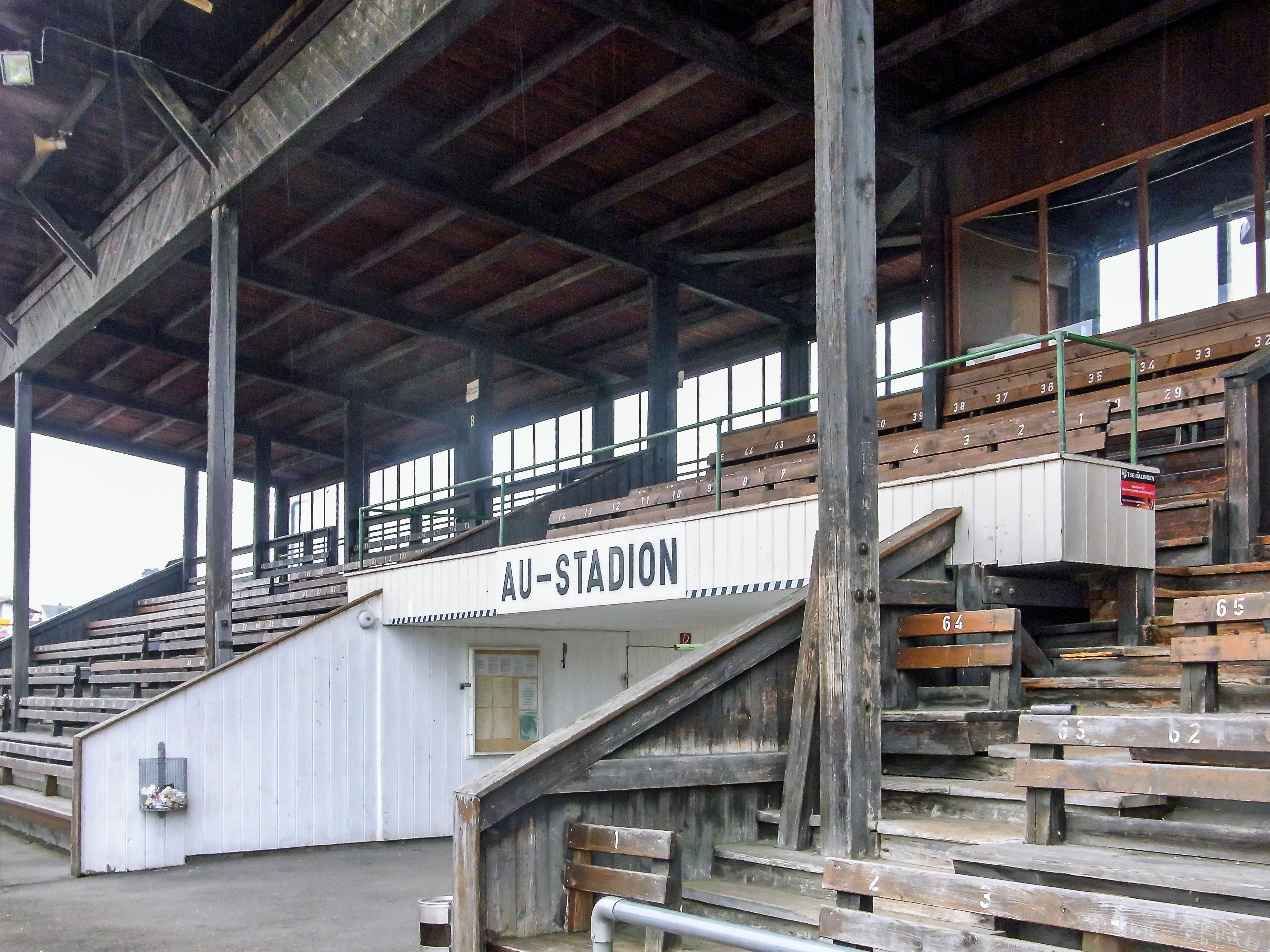
Die Sitzplätze des Au-Stadions

### Umgebautes Stadion (seit 2014)
Das umgebaute Stadion wurde im Oktober 2014 fertiggestellt. Insgesamt kostete der Bau 6 Millionen Euro. Es fasst rund 2500 Zuschauer und bietet unter anderem 600 überdachte Sitzplätze in vier Blöcken. 2013 bis 2014 wurden Tribünengebäude und Flutlichtanlage für mehr als 6,2 Millionen Euro neu gebaut. Das erste Spiel der Fußballmannschaft vor neuer Tribüne fand am 10. Oktober 2014 gegen den SC Pfullendorf statt, die offizielle Einweihung erfolgte zwei Wochen später.
Im Jahr 2016 übernahm der Balinger Waagenhersteller Bizerba die Namenspatenschaft für das Stadion.
Nach dem Aufstieg der Fußballmannschaft in die Regionalliga zur Saison 2018/2019 investiert die Stadt Balingen im Sommer 2018 kurzfristig eine Viertelmillion Euro, um das Stadion für Sicherheitsauflagen zu ertüchtigen.
Auf dem Gelände des Stadions befinden sich unter anderem das Clubhaus, mehrere VIP-Standorte sowie eine Freilufthalle.

### Anfahrt
Die Bizerba-Arena ist über die Bundesstraße 27 (Ausfahrt Balingen-Nord) erreichbar.

### Trivia
Die Bizerba-Arena war Drehort für die SWR-Sendung Große Persönlichkeiten im Südwesten. Porträtiert wurde der ehemalige Ministerpräsident von Baden-Württemberg, Erwin Teufel, als Stadionsprecher.

## Sparkassen-Indoor-Cup

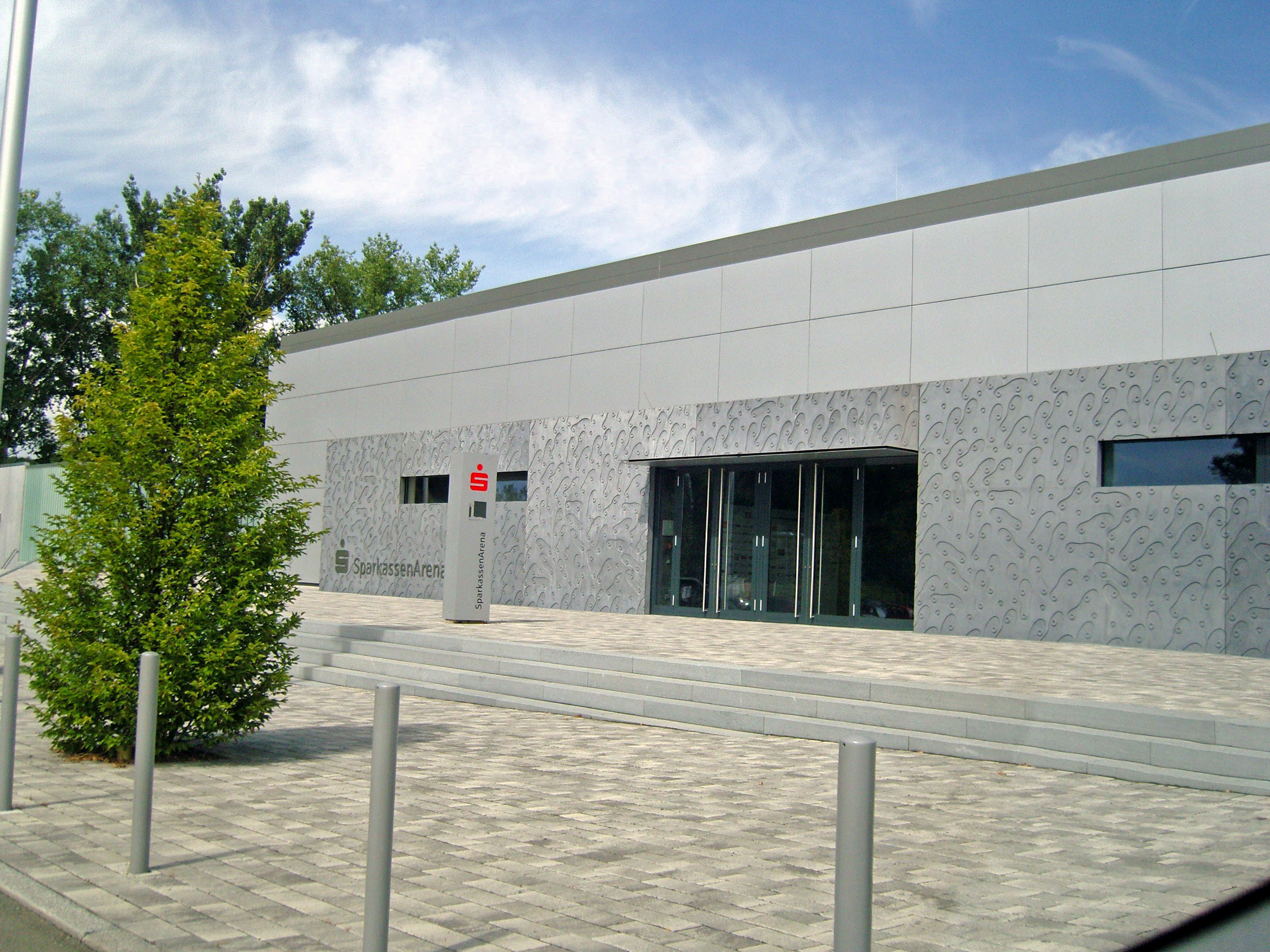
Die Mey-Generalbau-Arena

Der Sparkassen-Indoor-Cup ist ein von der TSG Balingen Fußball ausgetragenes Hallenturnier. Sponsorin ist die Sparkasse Zollernalb. Zur Tradition ist die Spielfeldbande des Turnieres geworden. Mittlerweile findet das Hallenturnier in der Mey-Generalbau-Arena statt. Das Turnier gilt als Bestandteil regionaler Identifikation.

### Geschichte
Das Hallenturnier fand erstmals im Jahr 1996 zweitägig in der Balinger Kreissporthalle statt. Ende der 90er-Jahre galt es als Besonderheit, ein Hallenturnier mit Spielfeldbande zu etablieren. Die Sparkasse Zollernalb gab der damaligen Fußballabteilung die Chance für ein derartiges Turnier. Als Väter des Turnieres gelten die Fußballfunktionäre Martin Kath und Bernhard Glietsch, der ehemalige Vorstandsvorsitzende der Sparkasse Zollernalb, Walter Hartmann, sowie die zwei Sparkassenmitarbeiter Bodo-Lothar Fritschen und Erich Müller.
Das Turnier findet traditionell am Ende des Jahres statt. Bei der Auslosung des Turnieres gab es immer wieder prominente „Glücksfeen“. So nahmen in der Geschichte des Turnieres Karlheinz Förster, Eugen Strigel, Johann Ettmayer, Dirk Schuster, Guido Buchwald, Pia Wunderlich, Horst Heldt und Fredi Bobic diese Rolle schon ein.

### Austragungen
| Austragung | Jahr          | Sieger                                  | Ergebnis                                | Finalist                                | Quelle(n)     |
| ---------- | ------------- | --------------------------------------- | --------------------------------------- | --------------------------------------- | ------------- |
| 28.        | 2024          | FC Holzhausen                           | 7:2                                     | TSG Balingen                            | [ 40 ]        |
| 27.        | 2023          | FC Holzhausen                           | 6:4 n. V.                               | SG Empfingen                            | [ 41 ]        |
| 26.        | 2022          | TSG Balingen                            | 2:1                                     | TSG Balingen II                         | [ 42 ]        |
| –          | 2021          | Abgesagt aufgrund der COVID-19-Pandemie | Abgesagt aufgrund der COVID-19-Pandemie | Abgesagt aufgrund der COVID-19-Pandemie | [ 43 ]        |
| –          | 2020          | Abgesagt aufgrund der COVID-19-Pandemie | Abgesagt aufgrund der COVID-19-Pandemie | Abgesagt aufgrund der COVID-19-Pandemie | [ 44 ]        |
| 25.        | 2019          | TSG Balingen                            | 4:0                                     | TSV Trillfingen                         | [ 45 ]        |
| 24.        | 2018          | TSG Balingen                            | 7:2                                     | TSG Balingen II                         | [ 46 ]        |
| 23.        | 2017          | FC 07 Albstadt                          | 4:2                                     | FC Holzhausen                           | [ 47 ]        |
| 22.        | 2016          | FC 08 Villingen                         | 6:5                                     | 1. Göppinger SV                         | [ 48 ]        |
| 21.        | 2015          | TSG Balingen                            | 2:1                                     | SV Nehren                               | [ 49 ]        |
| 20.        | 2014          | FC Winterlingen                         | 7:6                                     | FC Singen 04                            | [ 50 ]        |
| 19.        | 2013          | TSG Balingen                            | 5:0                                     | TSG Balingen II                         | [ 51 ]        |
| 18.        | 2012          | 1. FC Frickenhausen                     | 4:1                                     | FC 07 Albstadt                          | [ 52 ] [ 53 ] |
| 17.        | 2011          | FC 07 Albstadt                          | 3:1                                     | TSG Balingen                            | [ 52 ] [ 54 ] |
| 16.        | 2010          | TSG Balingen                            | 3:2                                     | SV Grün-Weiß Stetten                    | [ 52 ] [ 55 ] |
| 15.        | 2009          | 1. FC Frickenhausen                     | 3:1                                     | TSG Balingen II                         | [ 52 ] [ 56 ] |
| 14.        | 2008          | SC Pfullendorf                          | 7:5                                     | TSG Balingen                            | [ 52 ] [ 57 ] |
| 13.        | 2007          | TSG Balingen                            | 4:2                                     | SC Pfullendorf                          | [ 52 ] [ 58 ] |
| 12.        | 2006          | Spfr Isingen                            | 4:1                                     | Spvgg Mössingen                         | [ 52 ] [ 59 ] |
| 11.        | 2005          | FC 07 Albstadt                          |                                         | Spvgg Mössingen                         | [ 52 ]        |
| 10.        | 2004          | Spfr Isingen                            | 4:2                                     | TSG Balingen II                         | [ 60 ]        |
| 9.         | 2003          | TSG Balingen                            | 3:1                                     | SC Pfullendorf                          | [ 52 ] [ 61 ] |
| 8.         | 2002          | TSG Balingen                            |                                         | FC Zillhausen                           | [ 52 ]        |
| 7.         | 2001          | FC 07 Albstadt                          |                                         | TAV Nagold                              | [ 52 ]        |
| 6.         | 2000          | TSG Balingen                            |                                         | SV Rangendingen                         | [ 52 ]        |
| 5.         | 1999          | TAV Nagold                              |                                         | FC 07 Albstadt                          | [ 52 ]        |
| 4.         | 1998          | TSG Balingen                            |                                         | TAV Nagold                              | [ 52 ]        |
| 3.         | 1997          | TSG Balingen                            |                                         | SC Pfullendorf                          | [ 52 ]        |
| 2.         | Dezember 1996 | TAV Nagold                              |                                         | TSG Balingen                            | [ 52 ]        |
| 1.         | Februar 1996  | TSG Balingen                            |                                         | FC Tailfingen                           | [ 52 ]        |

## Vereinslied
Die Band The Boyscout besingt in ihrem Lied Wir Sind Die TSG des Albums Meine Balinger Hymnen den Balinger Fußballverein.
Der Sänger Tobee brachte eine TSG Balingen-Version seines Liedes Jetzt ist der Teufel los heraus.

## Logo und Vereinsfarbe

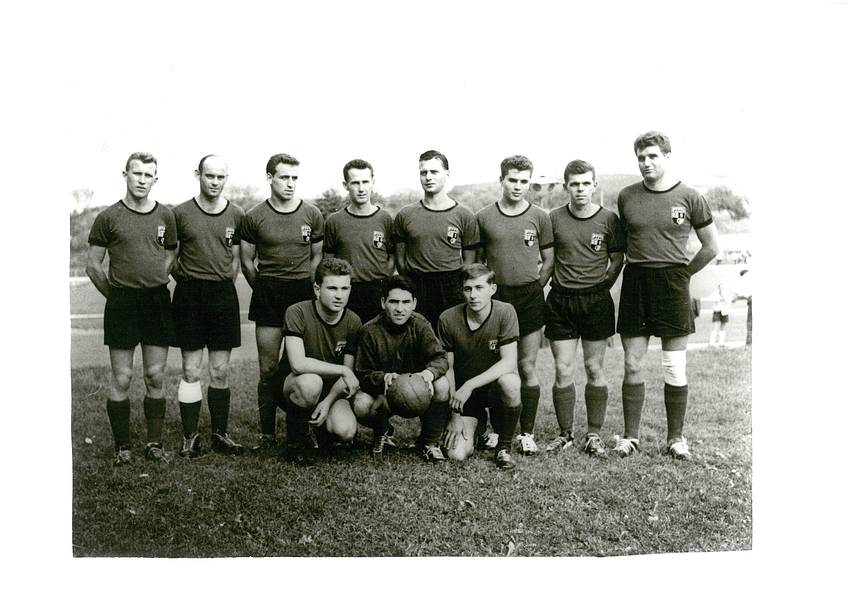
Mannschaftsbild der TSG Balingen aus dem Jahr 1950, an den Trikots ist das traditionelle Logo zu erkennen.

Das Logo wird seit der Umfirmierung des Vereinsnamens im Jahr 1950 genutzt. Es ist angelehnt an das Balinger Stadtwappen. So tritt im Stadtwappen und im Vereinslogo das goldene Schildhaupt, die schwarze Hirschstange und die schwarz-weiße Parkettierung auf. Durch das Schild sowie die in gebrochener Schrift gehaltenen Vereinskürzel T, S und G lässt sich das traditionelle Vereinslogo vom Stadtwappen unterscheiden.
Im Gegensatz zu den Balinger Stadtfarben Schwarz-Weiß-Gelb sind die Vereinsfarben der TSG Balingen Fußball Schwarz-Rot.

Stadtwappen Balingens
Das ehemalig genutzte Logo; 1950–2016 (mit kleineren Veränderungen des Logos seit 1950)
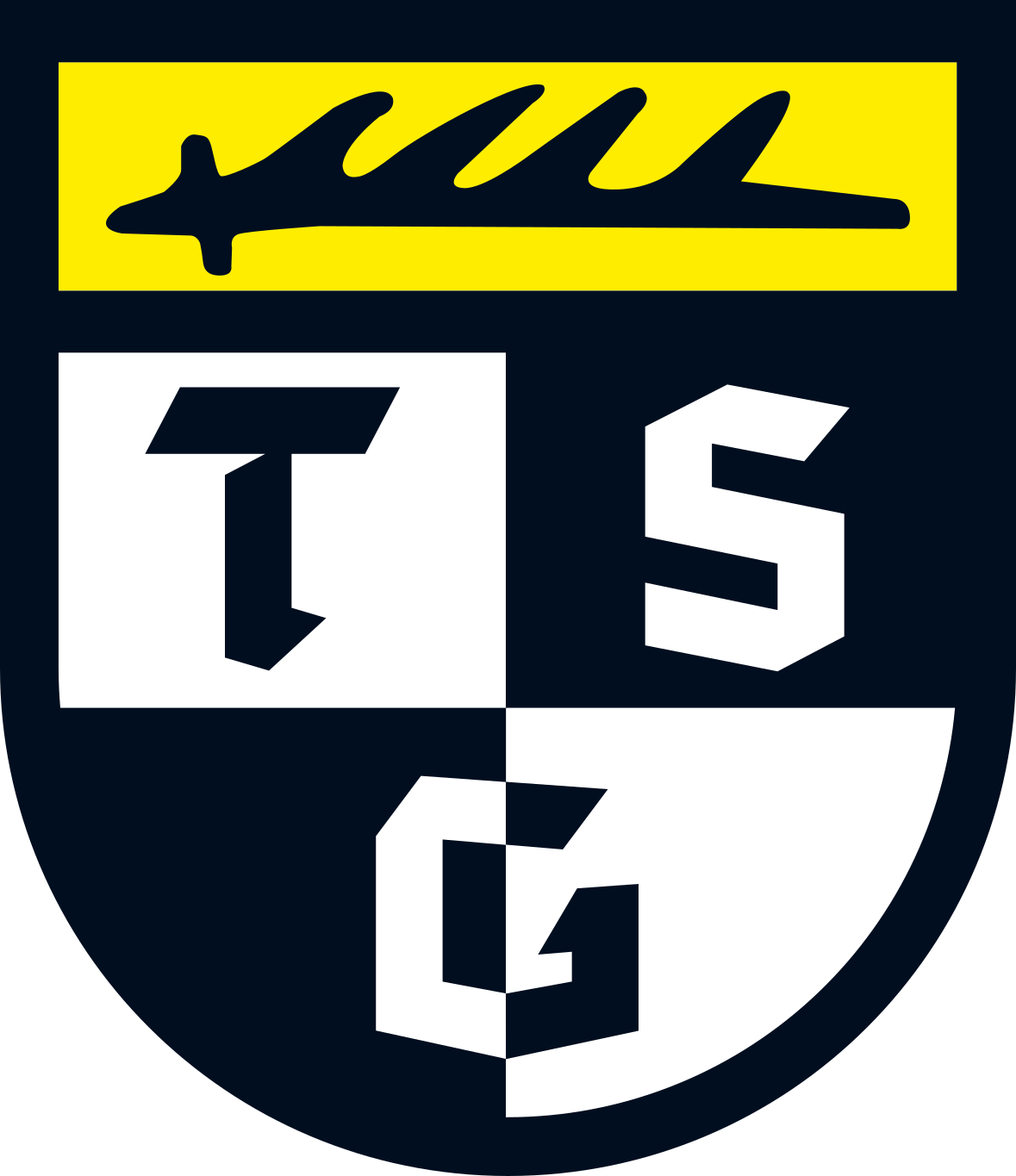
Das aktuelle, modernisierte Logo; seit 2016

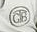
Logo der TG Balingen, Vorgänger der TSG Balingen (hier aus dem Jahr 1925)